# Iglesia de San Pablo (Caserras)

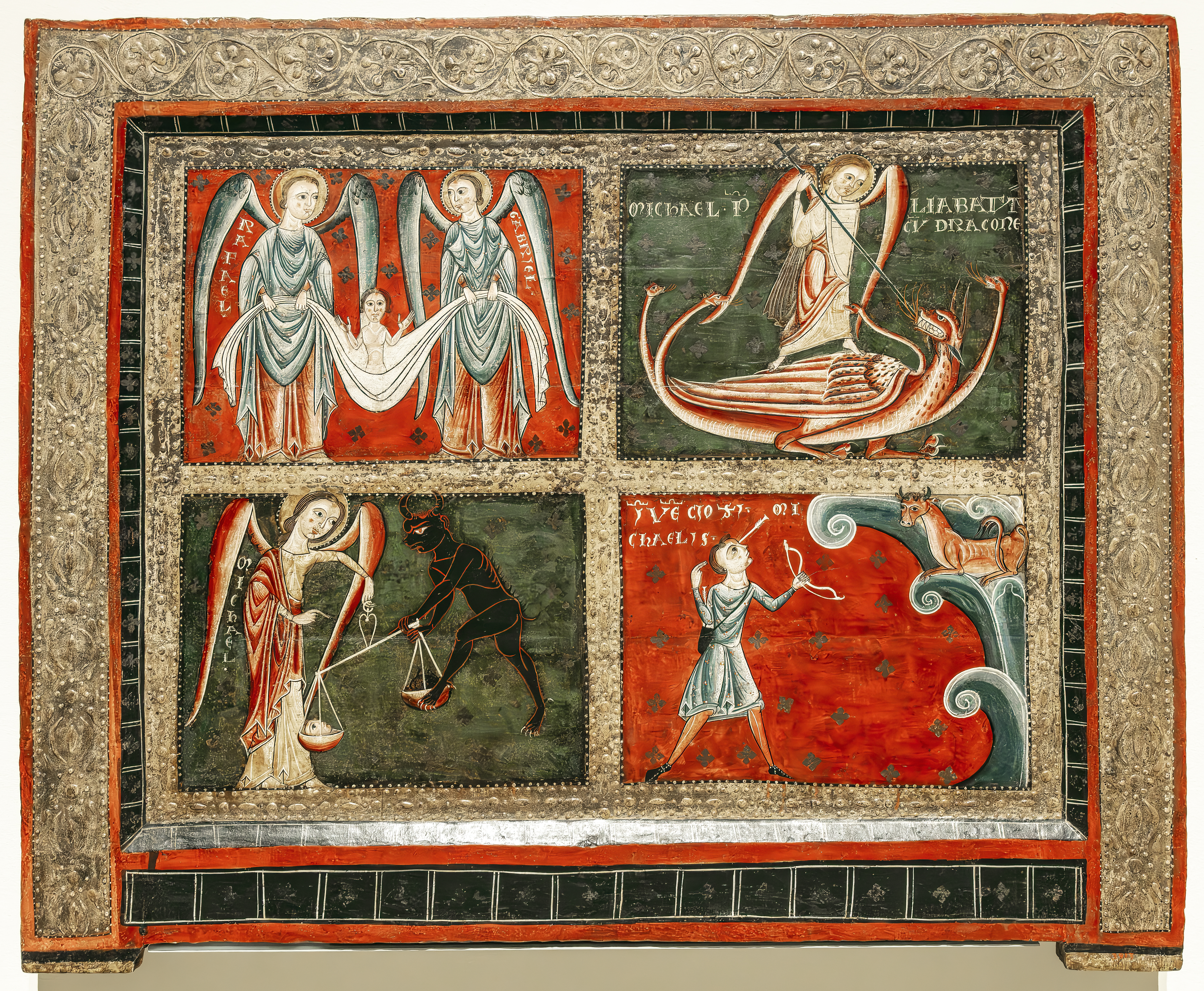
Frontal d'Altar dels Arcàngels, actualmente conservado en el MNAC.

La iglesia de San Pablo de Caserras, está situada a unos 4 km de la población de Caserras en la comarca catalana del Bergadá. Por disposición del conde Miró fue consagrada en el año 907 por el obispo de Urgel Nantigis y fue dedicada a San Pablo, obispo de Narbona( Francia). Como era habitual en la época recibió numerosas donaciones. Mantuvo el carácter parroquial hasta finales del siglo XIX.

## El edificio
La iglesia consta de una nave con un ábside semicircular en su cabecera, con dos capillas a cada lado que forman como si fuera un transepto. La nave tiene una bóveda de cañón apuntada y el ábside una de cuarto de esfera.
La puerta de entrada, tiene tres arcos en degradación de medio punto, el más exterior está decorado con cenefa ajedrezada y lo sostienen dos columnas con capiteles tallados,los cuales son repuestos modernamente, siguiendo el estilo románico.
Tiene un campanario bastante amplio de sillería con dos aberturas.
Una pintura mural, con temática del pecado original y del juicio final, decoraba el arcosolio del prebisterio, en la actualidad está en el Museo Diocesano y Comarcal de Solsona. Descubierta en el año 1979, durante unas obras de restauración, se puede ver un fragmento de pintura en un muro de la nave, representando el pesaje de las ánimas; se aprecia la figura de un demonio con cabeza de toro sosteniendo una balanza. Por el estilo del conjunto se datan en la segunda mitad del siglo XIII.